# Can Barraquer
Can Barraquer és una casa pairal, situada al nucli històric de Sant Boi de Llobregat a prop de les Termes Romanes i Can Torrents, que es va començar a construir al segle xv i es va anar engrandint fins a quedar totalment configurada al segle xvii quan era propietat de Pau Bosch, sogre de Rafael Casanova. D'aquella època se'n conserva la façana, amb elements de gòtic tardà i renaixentistes.
El nom de Rafael Casanova no apareix relacionat amb la casa fins al 1696, quan es casa amb Maria Bosch i Barba, que l'havia rebut en herència. Aquí hi van viure durant anys i és on l'any 1743 Rafael Casanova va morir.
A principis del segle xix, l'any 1811, va patir un incendi que la deixà molt malmesa i que obligà a fer-hi obres, les quals van acabar de donar-li l'aparença actual.
Actualment acull el Museu de Sant Boi de Llobregat i, juntament amb les Termes Romanes i Can Torrents, constitueix la zona museística.

## Can Barraquer i la Guerra de Successió
Un dels principals protagonistes de la Guerra de Successió a Catalunya va ser Rafael Casanova i Comes. Nascut a Moià el 1660 va passar els últims dies de la seva vida a Sant Boi de Llobregat (el Baix Llobregat), on va morir el 1743. Entre ambdues dates va bastir una biografia que el convertiria en una de les figures clau per entendre la història de Catalunya dels últims segles. Fou conseller tercer de Barcelona el 1706 així com cap de la Coronela –o milícia urbana− i conseller en cap a l'any 1713 (en ple setge de la ciutat). Resistí els atacs borbònics fins a caure ferit la matinada de l'11 de setembre del 1714. A partir de 1715 va tornar a exercir d'advocat, fins que en els darrers anys de vida s'establí a la residència del seu fill, Can Barraquer, situada a Sant Boi de Llobregat. Va morir a la mateixa població el 1743.
Rafael Casanova va estudiar Filosofia i Dret Civil a la ciutat de Barcelona. Un cop establert professionalment s'acabaria casant amb Maria Bosch i Barba el 1696, veïna de Sant Boi de Llobregat. Anirien a viure a Can Barraquer, actual ubicació del museu de la localitat i llavors propietat del sogre de Casanova, Pau Bosch. El matrimoni va tenir quatre fills: Pau i Teresa, bessons, Francesc i Rafael. Els últims anys de vida de Casanova els passaria exercint la seva professió d'advocat, primer a Barcelona i més tard a Sant Boi. En morir, l'any 1743, fou enterrat a la capella de la Pietat de l'Església Parroquial de Sant Baldiri de Llobregat, a Sant Boi de Llobregat.